# Петър Калъчев
Петър Николов Калъчев (Калячев, Калучев) е български комунистически активист от Южна Македония.

## Биография
Петър Калъчев е роден през 1885 или 1890 година в сярското село Горно Броди, тогава в Османската империя. През Балканските войни е доброволец в Македоно-одринското опълчение и служи във 2-а, 3-а и Нестроева рота на 5 одринска дружина. През 1919 година се преселва в Поморие и работи като фотограф. Присъединява се към БКП през 1916 година, между 1920 и 1925 година влиза в партийното ръководство в Поморие. В 1931 година е издигнат за кандидат за общински съветник. Участва в дейността на ВМРО (обединена). Умира на 28 август 1959 година в Поморие.